# Quin divendres!
Quin divendres!  (títol original: Next Friday) és una pel·lícula estatunidenca de Steve Carr estrenada l'any 2000 als Estats Units. És la continuació de Friday estrenada l'any 1995. El film el protagonitza el rapper Ice Cube, igualment productor i guionista del projecte. Chris Tucker, que compartia amb ell el cartell del 1r film, només apareix en imatges d'arxiu i no surt als crèdits.Ha estat doblada al català.
Aquesta pel·lícula tindrà continuïtat dos anys més tard amb Friday After Next.

## Argument
Craig Jones, originari d'un barri de Los Angeles, s'instal·la a casa del seu oncle Elroy a Ranxo Cucamonga, per escapar a la venjança de Debo. Allà troba igualment el seu cosí Day-Day. Aquest últim també té una pila de problemes: la seva ex-companya D'Wana està embarassada i la germana de D-Wana, Baby D, li'n té ganes...

## Repartiment
- Ice Cube: Craig Jones
- Mike Epps: Day-Day Jones
- Justin Pierce: Roach
- John Witherspoon: M. Jones
- Don 'D.C.' Curry: Oncle Elroy
- Jacob Vargas: Joker
- Lobo Sebastian: Cadet Joker
- Rolando Molina: Bebè Joker
- Tommy "Tiny" Lester: Deebo
- Kym Whitley: Suga
- Amy Hill: Sra. Ho-Kym
- Tamala Jones: D'wana
- The Lady of Rage: Baby D
- Clifton Powell: Pinky
- Sticky Fingaz: Tyrone
- Michael Rapaport: el carter (no surt als crèdits)
- Chris Tucker: Smokey (imatges d'arxiu - no surt als crèdits)

## Al voltant de la pel·lícula
- És el primer film produït per Cubevision, la societat de producció del rapper-actor-productor Ice Cube
- El film ha estat rodat a Rancho Cucamonga a Califòrnia.[3]